# Списак друштвено-политичких радника САП Војводине
Списак истакнутих друштвено-политичких радника САП Војводине садржи списак личности које су обаљале државне и партијске фунцкије у Социјалистичкој Аутономној Покрајини Војводини и Савезу комуниста Војводине, односно били — чланови Председништва САП Војводине, чланови Председништва ПК СК Војводине, чланови Покрајинског комитета СК Војводине, чланови Извршног већа Скупштине САП Војводине, посланици Скупштине САП Војводине, чланови Покрајиснке конференције Социјалистичког савеза радног народа Војводине, Покрајинског одбора Савеза удружења бораца Народноослободилачког рата Војводине, чланови Покрајиснке конференција Савеза социјалистичке омладине Војводине, чланови Покрајинског већа Савеза синдиката Војводине, председници Скупштине града Новог Сада, председници Председништва Градског комитета Савеза комуниста Новог Сада и др.
1. Милка Агбаба Црна (1921—1969)
2. Душан Алимпић (1921—2002)
3. Милан Бачкалић (1926—2007)
4. Живан Берисављевић (1935—2014)
5. Јован Бељански (1901—1982)
6. Душан Богданов (1921—2012)
7. Миленко Бојанић (1924—1987)
8. Ђорђе Бошковић Бата (1906—1966)
9. Јован Веселинов (1906—1982)
10. Славко Веселинов (1925—1997)
11. Предраг Владисављевић (1919—2000)
12. Радован Влајковић (1922—2001)
13. Тима Врбашки (1926—1992)
14. Богдана Глумац Леваков (1946—2019)
15. Мирослав Гоња (1922—2004)
16. Тома Гранфил (1913—1995)
17. Никола Груловић (1888—1959)
18. Ференц Деак (1938—2011)
19. Јован Дејановић (1927—2019)
20. Стеван Дороњски (1919—1981)
21. Јанко Дрча (1943—)
22. Марко Ђуричин (1925—2013)
23. Средоје Ердељан (1939—2011)
24. Ђура Јовановић (1912—)
25. Иса Јовановић (1906—1983)
26. Тодор Јовановић (1915—1964)
27. Данило Кекић (1918—1999)
28. Маћаш Kелемен (1921—2003)
29. Никола Кмезић (1919—2009)
30. Бошко Ковачевић (1946—2023)
31. Сретен Ковачевић (1920—1995)
32. Југослав Костић (1939—)
33. Бошко Крунић (1929—2017)
34. Зора Крџалић (1914—1961)
35. Нандор Мајор (1931—2002)
36. Живан Марељ (1938—)
37. Стипан Марушић (1926—1974)
38. Радован Међедовић (1933—2011)
39. Живан Миловановић (1919—1969)
40. Вилмош Молнар (1930—2011)
41. Лука Мркшић (1899—1976)
42. Јожеф Нађ (1921—1969)
43. Фрањо Нађ (1923—1986)
44. Ђорђе Никшић (1922—1986)
45. Петар Палковљевић (1928—2020)
46. Радован Панков (1946—2024)
47. Душан Поповић (1921—2014)
48. Ђорђе Радосављевић (1926—2020)
49. Илија Рајачић (1923—2005)
50. Петар Релић (1913—1990)
51. Пашко Ромац (1913—1982)
52. Ида Сабо (1915—2016)
53. Душан Секић (1922—2007)
54. Срета Стајић (1929—1997)
55. Ђорђе Стоjшић (1928—2014)
56. Јон Србован (1930—2018)
57. Илија Тепавац (1922—1999)
58. Мирко Тепавац (1922—2014)
59. Геза Тиквицки (1917—1999)
60. Мирко Чанадановић (1936—)
61. Милан Чанак (1932—1980)
62. Александар Шевић (1897—1971)
63. Недељко Шиповац (1942—)
64. Милован Шогоров (1941—2020)
65. Пал Шоти (1916—1993)